# Hacienda de Peñalolén

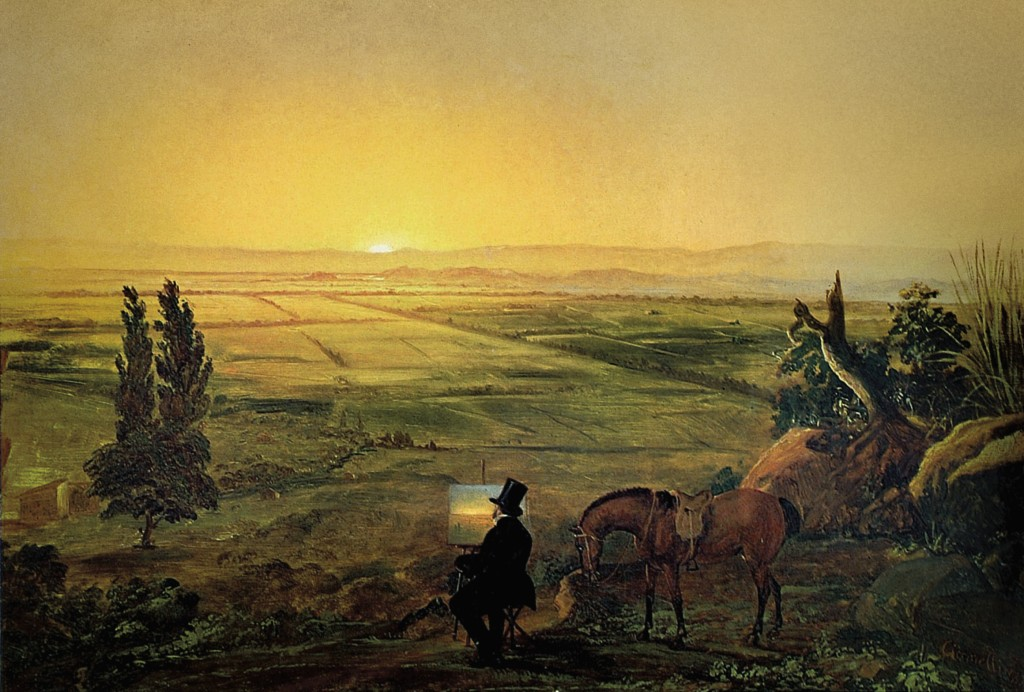
Pintura "Vista de Santiago desde Peñalolén" de Alejandro Ciccarelli.

La Hacienda Peñalolén fue uno de los tres fundos sobre los que se conformó Peñalolén, actual comuna de Santiago, la capital de Chile. Hermosos jardines durante el siglo XIX rodeaban una gran casona de dos pisos, que, en sus más de ciento sesenta años de existencia, fue testigo y protagonista del desarrollo cultural de Chile.

## Origen
Aprovechando los canales de riego indígenas —entre los siglos XVI y XVIII— estas tierras fueron destinadas a las tareas agrícolas y ganaderas y en medio de estos vastos terrenos comenzaron a formarse pequeños caseríos donde habitaban las familias inquilinas o trabajadoras de las haciendas del sector. 
La primera referencia que se ha encontrado sobre las tierras que constituyeron después la Hacienda Peñalolén se remonta a 1546 y habla de un Camino Real de Peñalolén (actual Avenida José Arrieta).
Parece haber sido Juan Bautista Pastene —capitán de la expedición de Pedro de Valdivia— el primer propietario, pero en realidad es difícil saberlo con certeza ya que aparecen varios nombres de la expedición de Valdivia, entre otros Juan Dávalos Jofré.
En algún momento de fines del siglo XVI Tomás Pastene, hijo de Juan Bautista Pastene, adquiere gran parte de estos terrenos, además de los que hereda de su padre. De la familia Pastene pasaron a la familia de Francisco Rodríguez del Manzano y Ovalle como dote matrimonial de María Pastene y Lantadilla, el 5 de mayo de 1603, dato que se conoce por las mensuras de Ginés de Lillo.
Del matrimonio de Francisco Rodríguez y María Pastene nacieron tres hijos y uno de ellos fue el sacerdote jesuita Alonso de Ovalle. Al morir Francisco Rodríguez en 1649 la propiedad fue heredada por su nieto Antonio Ovalle pero debido a los altos gravámenes impuestos a esas tierras, el 4 de diciembre de 1685 éstas pasaron a manos de los jesuitas a quienes el padre Alonso de Ovalle había legado sus derechos de herencia. Sin embargo, antes del año, en julio de 1686 el Monasterio de Santa Clara compra la hacienda y permanece en ella hasta 1730, año en que vende las tierras al comerciante español Miguel Antonio de Vicuña. 
A su muerte, su única hija viva, Ana Vicuña, es la heredera de la Hacienda. Ella enviuda joven y muere sin descendencia. Deja a su abogado, Juan Egaña, la orden de crear una casa de Ejercicios Espirituales y pagar oraciones y misas en favor de su alma. Para cumplir con este mandato, la familia Egaña, años después, manda construir una capilla, Nuestra Señora de Loreto, situada en la actual Avenida José Arrieta. En el terremoto del 27 de febrero de 2010 fue dañada y sus propietarios decidieron demolerla.

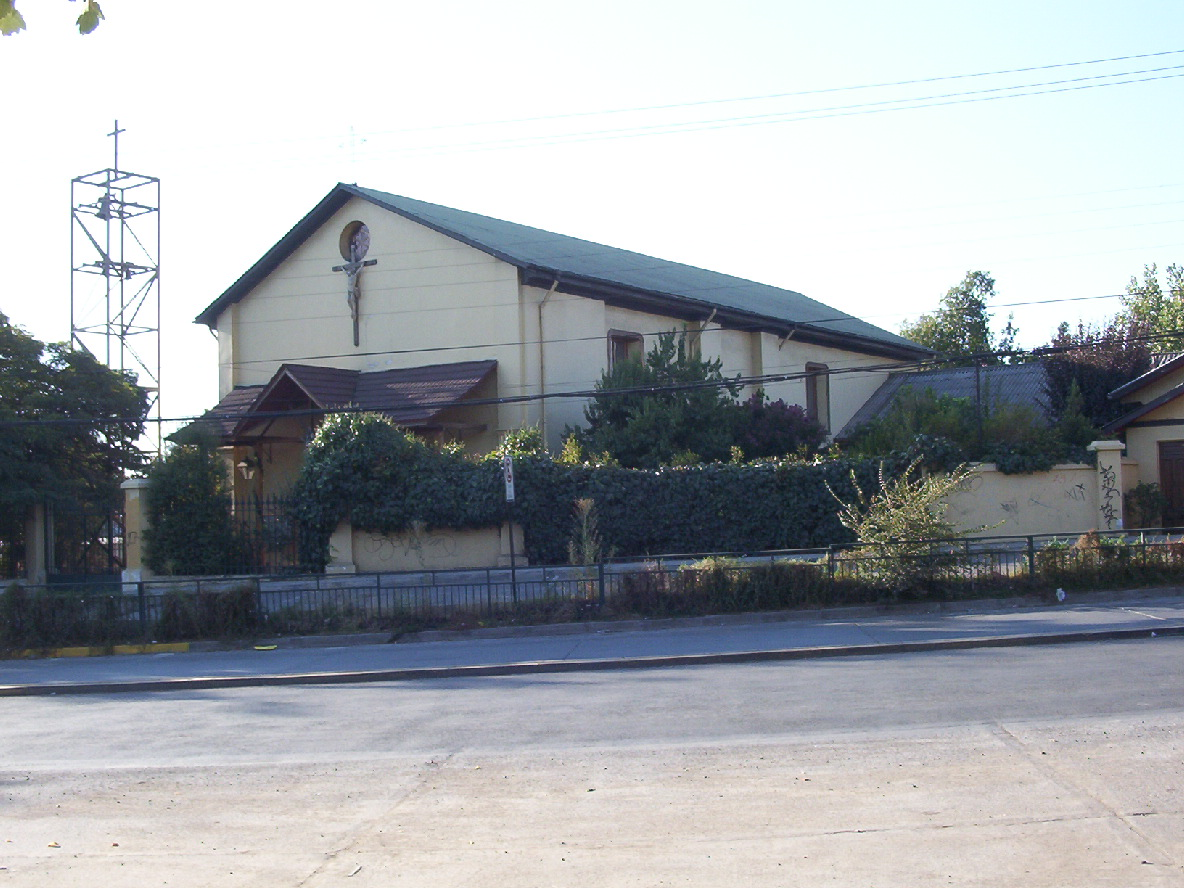
Capilla Nuestra Señora de Loreto sobre av. José Arrieta.

En 1813, la Hacienda Peñalolén pasa a manos de Juan Egaña, que guarda 12 cuadras y una casa con una avenida para realizar el proyecto de un parque y una casa de descanso para su familia, construyendo en los faldeos precordilleranos un hermoso lugar para disfrutar de la naturaleza campestre, a la que llamaron Quinta de las Delicias.

## Centro de actividad social y política
Luego de la independencia, Juan Egaña redactó en esta hacienda de su propiedad la primera constitución chilena en 1823. 
Diez años más tarde su hijo, Mariano Egaña, heredero de los terrenos, de la biblioteca, la casa y el parque redactó la constitución de 1833.
Durante el siglo XIX el fundo o hacienda de Peñalolén fue un lugar de reunión y descanso de personalidades como las de Camilo Henríquez, Manuel de Salas, José Miguel de la Barra, Ignacio Domeyko y Andrés Bello.
En 1870 el diplomático uruguayo José Arrieta compra los terrenos y remodela la casa. Posteriormente, Luis Arrieta Cañas, uno de sus hijos compra parte de los terrenos correspondientes a las quebradas, el parque y la casa. Fija su residencia en Peñalolén y lo convierte en un gravitante centro cultural y de las artes de la capital. 

## SigloXX
Alrededor de 1935, Luis Arrieta cede parte de sus terrenos de la quebrada para la instalación del colegio Nido de Águilas, destinado a una educación al aire libre. En la década del ´40, reparte los terrenos entre sus 11 hijos y en 1954 la casa principal y cinco hectáreas de parque son puestos a la venta. 
Desde entonces el parque fue muy descuidado en manos de diferentes propietarios, tanto públicos como privados, hasta que en 1991 fue comprado por la Universidad Internacional SEK Chile, que lo recupera y mantiene y, al mismo tiempo, fue declarado Monumento Histórico, lo que engloba tanto la casona como el Parque Arrieta. Desde 2018 funciona como Colegio Internacional Sek Austral.